# Hirono (Iwate)
Pour les articles homonymes, voir Hirono (homonymie).
Hirono (洋野町, Hirono-chō) est un bourg du district de Kunohe, situé dans la préfecture d'Iwate, au Japon.

## Géographie

### Démographie
Au 1er septembre 2015, la population de Hirono s'élevait à 16 365 habitants répartis sur une superficie de 302,92 km2.

## Transports
Hirono est desservi par la ligne Hachinohe de la compagnie JR East.